# Опаїц Аркадій Сильвестрович
Аркадій Сильвестрович Опаіц (*02.(записано 28).02.1948, с. Череш Сторожинецького району Чернівецької області) - румунський поет і громадський діяч. Член Спілки письменників Румунії і Молдови. Заслужений працівник культури України. Член-коресподент міжнародної Академії культури та мистецтв.

## Біографія
У 1955-1966 навчається в восьмирічній школі рідного села та в середній школі сусіднього села Чудей.
У 1966-1969 – служба в армії.
В 1969 р. вступив до Чернівецького держуніверситету, на філологічний факультет.
1973 р. з четвертого курсу був виключений з університету за антирадянську діяльність, як було вказано в наказі про виключення. Потім був прийнятий на роботу вчителем          8-річної школи, але через три місяці його звільнено за вказівкою КДБ. Два роки мандрував по Тюменській області в пошуках випадкових заробітків.
1975 р. – поновлення на вечірнє відділення університету та прийняття на роботу в Чернівецькій художньо-виробничні майстерні.
В 1976 закінчив університет.
В жовтні 1983 року заарештовано працівниками КДБ без висування звинувачень, а в лютому 1984 року був засуджений без будь-яких підстав та доказів до чотирьох років позбавлення волі.
Після дострокового звільнення в 1986 році, попрацював деякій час муляром на Чернівецькому спец. комбінаті, а з 1987 по 1992 рік (аби уникнути нових зустрічей з КДБ) був змушений працювати на лісоповалах Пермської області.
В 1992 році закінчив заочно юридичний факультет Одеського державного університету.
1994 - 2009  рр. – голова Чернівецького обласного товариства ім. Михая Ємінеску. 
З 2001 р. - президент Ліги захисту прав людини. 
Член Спілки письменників Румунії з 1998 року. 
Член Спілки письменників Молдови з 1999 року.
Член Національної спілки журналістів України з 2009 року.
Член - Кореспондент Міжнародної Академії культури та мистецтва.
Член - Кореспондент Міжнародної Академії суспільних наук. 
Не був членом КПРС і не є членом жодної партії чи політичного руху.
Одружений. Має двох дітей,та чотирьох онуків.  

## Поетичні збірки
Дебютував у 1970 році в Чернівецькій обласній газеті „Zorile Bucovinei” („Зоря Буковини” ), після чого тривалий час не друкувався. 
У 1995 р. відбувся другий дебют в тижневику Спілки письменників Молдови „Literatura şi Arta” („Література та мистецтво”). Друкувався в Чернівецьких газетах „Plai Românesc” („Румунська стежина”), „Zorile Bucovinei” („Зоря Буковини”), „Буковина”, ”Буковинське Віче”, „Gazeta de Herţa” („Герцаївська газета”), в часописах „Літературна Україна” (Київ), „ 24 de ore ” („24 години”) (Ясси), в журналі „Bucovina Literară ” („Літературна Буковина”) (Сучава), в альманахах „Apă Vie ” („Жива вода”) (Тімішоара), „Ţara Fagilor” („Країна буків”) (Тиргу-Муреш, Румунія) та в інших.
В 1997 році(після розпаду Радянського Союзу) вийшла перша книга віршів „ Ora de prânz a vulcanului Etna”
(„Полудень вулкана Етна”), видавництво „FEP. Tipografia Centrală ”, Кишинів, Молдова. Передмова – Міхай Чімпой, літературний критик, академік Академії Наук Молдови, голова Спілки Письменників Молдови.
У 1998 р. видає  книгу – „Roma fără mine” („Рим без мене”), видавництво „Аугуста”, Тімішоара, Румунія. Передмова – Адріан Діну Ракієру, літературний критик, доктор філологічних наук.
В 2000 р. – видає книгу „ Văduva neagră”, („Чорна вдова”), видавництво „Данастер”, Ясси, Румунія. Передмова – Штефан Броаске, публіцист і літературний критик.
У 2003 р. видає двомовну збірку віршів „Реанімаційна палата” („Salonul de reanimare”), переклад з румунської – відомої поетеси Тамари Севернюк. Передмова – Рауль Чілачава, поет, доктор філологічних наук, професор, Заслужений діяч мистецтв України.
Післямова – Марія Тоаке, журналіст, літературний критик. 
Портрет автора книги – робота Народного художника України Івана Холоменюка.
У 2008р. вийшла книга „Один і множина”.Яка стала переможцем обласного конкурсу„КНИГА 2008 року” в Чернівецькій області, а на міжнародному фестивалі  „Джеорже Кошбук”  отримала першу премію  Спілкі письменників Румунії.  
Друкувався в антологіях:
„Metafore româneşti din nordul Bucovinei” („Румунські метафори північної Буковини”), Ясси, 1998; 
„Eterna iubire” („Вічне кохання”), Бухарест, 1999;
„Pagini de literatură română. 1775-2000” („Сторінки румунської літератури”), Чернівці, 2000;
„Poeţi români din Bucovina. 1775-2002” („Румунські поети Буковини. 1775-2002 рр.), Ясси, 2002;
„Moment poetic” („Поетична мить”), Кишинів, 2003. 
Критичні відгуки:
Штефан Броаске: „Аркадіе Опаіц, або поет що нехтує поезію”, у „Plai Românesc” („Румунська стежина”), Чернівці, 1995.
Адріан Діну Ракієру: „Поет з Буковини”, у „Literatura şi Arta„ („Література та мистецтво”), Кишинів, серпень, 1997, та „Лучаферул”, Бухарест, жовтень 1997.
Марія Тоаке: „Поет, замурований у рані слова”, у „Zorile Bucovinei” („Зоря Буковини”), жовтень 1997,Чернівці.
Іон Козмей: „Полудень Аркадія Опаіця”, у „Bucovina Literară” („Літературна Буковина”), Сучава, Румунія, травень 1998.
Адріан Діну Ракієру: „Поет дзвонів світла”, у газеті „Астра”, Ясси, 1998.
Крістіна Скарлат: „Про поезію (безперервно молоду)”, у „Convorbiri literare” („Літературні бесіди ”), Ясси, Румунія, липень 1998.
Тамара Севернюк: „З відкритої рани слова”, у газетах „Буковина”, лютий 2001 та „Літературна Україна”, Київ, березень 2002.
Віра Кітайгородська: „Аркадіе Опаіц: „Боги з сонцем на плечах верталися в слово”, у газеті ”Буковинське Віче”, лютий 2004.
Літературні премії:
Премія тижневика Спілки письменників Молдови „Literatura şi Arta„ („Література та мистецтво”) за дебют, Кишинів, 1996.
Премія Культурологічного фонду Буковини, Сучава, Румунія, за книгу „Рим без мене”, 1997.
Премія Національного книжного салону Румунії за культурологічні відносини, Ясси, жовтень 1997.
Премія Спілки письменників Румунії, Національний конкурс поезії „Джордже Кошбук”, жовтень 1998.
Похвальна грамота Міжнародного фестивалю поезії „Лучіан Блага”, Лугож, Румунія, травень 1998.
Головна премія Фестивалю поезії „Траян Янку” управління культури Румунії в м. Лугож, травень 1998.
Диплом Міжнародного книжного салону для дітей за книгу „Чорна вдова”, Кишинів, 2000.
Премія Культурологічної Фундації „Августа”, Тімішоара, Румунія, 2003.
Премія Спілки письменників Румунії, Національний конкурс поезії „Джордже Кошбук”, жовтень 2009.  

## Відзнаки, нагороди
- Орден "За заслуги " ІІІ ступеня.
- Медаль "Міхай Емінеску" [Відзнака Президента Республіки Молдова] (2000).
- Заслужений працівник культури України (2001).
- Лауреат премії ім. Дж. Кошбука (Румунія).
- Лауреат премії ім. Дж. Баковії.
- Член Спілки журналістів України.